# José Luís Fontoura de Sequeira
José Luís Fontoura de Sequeira (* 1905 in Chaves, Vila Real, Portugal) war ein portugiesischer Offizier und Kolonialverwalter.
Als der amtierende Gouverneur der Kolonie Portugiesisch-Timor Miguel Xavier dos Mártires Dias am 14. Juni 1933 starb, übernahm Sequeira, im Range eines Hauptmanns, das Amt als Interimsgouverneur (portugiesisch Governador internio). 1934 wurde er vom neuen offiziellen Gouverneur Raúl de Antas Manso Preto Mendes Cruz ersetzt.